# Nicole Kiil-Nielsen

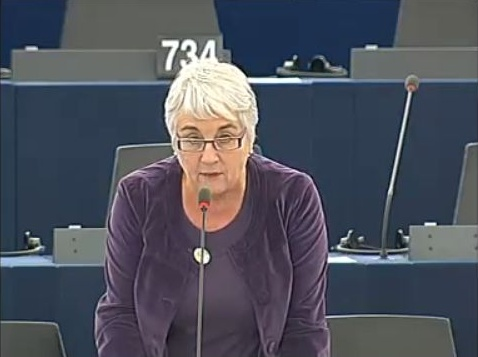
Nicole Kiil-Nielsen im Europäischen Parlament

Nicole Kiil-Nielsen (* 21. August 1949 in Larchamp, Département Mayenne) ist eine französische Politikerin der Europe Écologie-Les Verts.

## Leben
Kiil-Nielsen studierte Philologie und war nach ihrem Studium in der französischen Schulaufsicht tätig. Von 2001 bis 2008 war sie in Rennes stellvertretende Bürgermeisterin. Seit Juli 2009 ist Kiil-Nielsen Abgeordnete im Europäischen Parlament.